# かなで自由
かなで 自由（かなで みゆ、1994年2月14日 - ）は、日本の元AV女優。バンビプロモーション所属。

## 略歴・人物
兵庫県出身。2015年に「白石みお（しらいし みお）」としてAVデビュー。所属事務所はファイブプロモーション。
2016年4月11日、新たに開始したツイッターで「かなで自由」に改名し、所属事務所もバンビプロモーションに移籍したことを発表。
同じ事務所に所属するAV女優7人（跡美しゅり、広瀬うみ、宮崎あや、仁美まどか、水澤りこ、北川ゆず、かなで自由）で結成されたアイドルユニット「原宿☆バンビーナ」のメンバーとしても活動している。2016年10月、原宿☆バンビーナとしてデビューCD『Fantasmile!/fairyMagic』が発売。2017年夏、原宿☆バンビーナ活動休止時にグループ卒業。
2023年3月13日週FANZA動画フロアランキングにて、出演した『巨乳コスプレイヤーちゃんと二人っきりの個人撮影会 顔よし！乳良し！エロコス良し！ 三拍子そろったエロ天使な巨乳コスプレイヤーちゃんを撮りまくってたら制御不能w たっぷりと強引にハメまくりましたww』が1位を記録。

## 出演作品

### アダルトDVD

#### 白石みお 名義
2015年
- 美少女即ハメ白書 37（6月19日、ソクハメラボ）
- うぶな素人娘がハニカミ測定! 街でデカチンを探してこい対決!! 連れて来た一般男子のチ○ポサイズで勝負!勝てば賞金!負けたらデカチンを…（7月9日、ナチュラルハイ）
- 熱闘女相撲選手権 〜裸と裸の大勝負〜（7月9日、ROCKET）
- 運動神経悪い女子10人がすっぽんぽんで大集合 運動音痴 羞恥全裸体力測定2015 ガチで苦手な7つの種目でSEXするよりも赤面、恥さらし! ナンバーワン運動オンチ決定戦!!（7月23日、ROCKET）
- JK捜査官 ブルセラストライカー 03（7月24日、GIGA）
- チャック付きブルマ 強制着用! 女子マネージャーは俺たちサッカー部の種付け中出しオナホール（8月6日、ROCKET）
- 女子高生 いいなり中出し監禁（8月6日、アパッチ）
- 超かわいいヤリマンゲット! マジで!? 来れるヤツ集合! 特に童貞君!! 行く行く! 絶対行く!（8月7日、お夜食カンパニー）
- 本気（マジ）口説き 女子大生編 ナンパ▶連れ込み▶SEX盗撮▶無断で投稿（8月11日、MAGIC）
- 面接パンツ（8月15日、ワニッチ）
- 若妻接吻スワッピング 嫉妬と興奮渦巻く非道徳行為 妻はよその男に抱かれ、夫はよその女房を抱く（8月20日、ヒビノ）
- うちのレズペット一日だけ預かってください 隣の奥様がそう頼んできたペットとは首輪をした全裸の女性だった…（8月20日、ROCKET）
- ペニバンレズ小説家（8月21日、クリスタル映像）
- 都内某ネットカフェでは巨乳な人妻がオーダーされたら禁止されている本番行為まで許してしまう寝取られ裏メニューがあるという噂は本当か?（8月28日、SCOOP）
- ゲスの極み映像 田舎娘1人目（9月2日、フルセイル）
- 猫にゃん娘カフェへようこそ♥（9月4日、クリスタル映像）
- JKぬるまんディルドオナニー（9月4日、OFFICE K'S）
- 女子校生の金玉舐め手コキ（9月4日、OFFICE K'S）
- 女子校生のエロ尻フェラ（9月4日、OFFICE K'S）
- 新パックリまんこアップ（9月4日、DO up）
- 新人ナースのド変態SEX!（9月7日、Be Free）
- 一般男女モニタリングAV 心優しい巨乳の姉と未だに童貞の弟がセックスの予行演習にチャレンジ! アソコ♥を擦り合わせるだけの素股セックスをできたら100万円!! 想定外に勃起したカチカチの弟チ○ポ!恥らいつつも男を感じて濡れちゃった姉マ○コに勢い余ってヌルッと大挿入! 3 街で見かけた仲良し大学生姉弟の筆おろし近親相姦!（9月10日、ディープス）
- おばさんおっぱいが少年ち◯ぽを勃起させてしまったの?! 「ノーブラ乳首」で子◯たちを発情させてしまった淑女たち!!（9月10日、アイエナジー）
- すんげぇぬるぬる!!（9月10日、プレステージ）
- 自分だけが気持ちいいレイプはもうやめた! ベテラン強姦魔の僕が相手をイカせることに専念して90分後、みずからチ○ポをしゃぶる/勝手にハメる/中出し懇願するウソみたいな淫乱女に変貌した（9月11日、EROTICA）
- Girls Talk 053 新感覚★★★ 素人ビア〜ン生撮り 「ストリッパー」そんなミハルが新人ストリッパーを愛するとき…（9月15日、プラム）
- 竿・金玉・アナルの究極3点同時責め! 下半身3点責め! Vol.5（9月18日、OFFICE K'S）
- 連続アクメ視姦（9月25日、シャーク）
- 素人敏感女子大生生中出し ◎卒業記念援交◎三宮◎みおさん22歳（10月1日、プラム）
- レイプクンニ（10月2日、OFFICE K'S）
- 巨乳女子大生限定!! 箱根でデート中の素人カップル対抗 勝ったら賞金100万円!負けたら連続生中出し! 混浴温泉中出し野球拳 2 彼氏の目の前で一般男性客たちと生まれて初めての生挿入SEX! 中出し合計16発（10月8日、ディープス）
- 密室でセンズリを見せられ続けた素人娘は一体どういう反応をするのか!?（10月9日、S級素人）
- 同室にお見舞いにくるのは生足女子ばっかりで、モテない僕は日替わり無防備パンチラにチ○ポだけ元気になり、こっそりカーテン越しに痴漢してみた。（10月22日、SWITCH）
- レイプハンターVS新星戦隊リュウセイジャー（10月23日、GIGA）
- 変態浮気妻が旦那に内緒でイキまくる、ねっとり濃ゆ〜いセックス♥（10月25日、ハイヒール）
- 女子校の先生になれるビデオ（11月1日、MOODYZ）
- スチュワーデス研修会まるごと全員と中出し乱交（11月1日、ZUKKON/BAKKON）
- 肉便器になりたいFカップ女子大生! ヨダレ垂らしてアヘ顔、スパンキングで美尻を真っ赤にしてイク!（11月1日、リコピン）
- 素人のお姉さん!! 「チ○ポを洗う」お仕事してみませんか? 3（11月6日、虎堂）
- 他の男子は全員風邪で欠席気!? 人生最大のラッキースケベな一泊二日 男は僕ひとりのハーレム修学旅行（11月12日、ROCKET）他5名出演
- 手を使わないフェラチオ Vol.9（11月20日、OFFICE K'S）
- 完全主観 アナタのセンズリお手伝いしてあげる（11月20日、OFFICE K'S）
- 自分の嫁や彼女を寝取らせる男たち!（11月20日、虎堂）
- 色気ムンムン フェロモン美女 大胆パンチラコレクション 4（11月25日、アロマ企画）
- 一般男女モニタリングAV 素人大学生限定! みんなの憧れの巨乳女子マネージャーと体育会系(アスリート）男子学生が混浴露天風呂で人生初の素股体験!（11月26日、ディープス）
- 花びら大回転! おしゃぶりピンサロ店!（11月27日、REAL）
- 素人娘ヘアヌードコレクション5時間 vol.4（11月27日、S級素人）
- 昼尻妻 Vol.05 誘惑Tバックに挿れたい…。（11月27日、GIGOLO）
- 集団輪姦ドキュメント 鬼畜どもの生贄となった女の終末（12月1日、FAプロ）
- 相席居酒屋でナンパした仲良し2人組をお持ち帰り。コソコソHしていると隣の部屋にいるガードの堅い女友達はヤラせてくれるか 【其の四】（12月1日、変態紳士倶楽部）
- リアル女友達3人組が仲良しデート後のレズSEXを自撮りしちゃいました!!（12月7日、ビビアン）
- 夢の近親相姦 特別篇 父の再婚ママに連れ娘が5人! 今まで女っ気ゼロだった僕が美人ママと年頃の姉貴達との夢の同居生活 初めて見る女家族のパンチラに毎日ビンビンの僕、ママ&お姉ちゃん達はお漏らしするぐらいそんなペニスを待ってました!（12月10日、SWITCH）
- 昼下がり町内会!若妻たちのちょっと危険でかなりHな王様ゲーム!! 母の代理で参加した町内会の集まりでまさかの展開!若い時に王様ゲームをした事が無いという話で盛り上がった奥様方が急に王様ゲームやりたいと言い出し男はボク一人しかいないもんだから当然、いい思いが沢山出来ちゃいました!! 7 巨乳&美尻VER（12月10日、Hunter）
- 魔怪悪女軍団総進撃!! 惨めな大散華!!（12月11日、GIGA）
- 過激すぎるド素人娘 4時間スペシャル 30（12月11日、S級素人）
- 「中に出して…夫と子供には内緒」 自宅で愚痴聞き屋に中出しセックスをせがむ美人人妻たち 8（12月11日、S級素人）
- アニメ祭典に向かう途中の有名コスプレイヤーを電車痴漢（12月13日、MOODYZ）
- －たっぷりシコれる女子校生－ 「黒タイツ物語」（12月18日、部活動）
- 「えっ!?うそ！デカくなかった?もう１回あの勃起が見たい!」 旅行先の混浴温泉でのんびり入浴していたら酔っ払った女子大生集団がなだれ込んで来た! 酔っ払っているから無防備で裸が見放題!僕の人並み以上に大きいデカチンは当然フル勃起!そんな勃起が見つかり気まずい雰囲気になり、なんとか変態と思われないように心頭滅却し勃起を抑えつけることに成功。だけど逆にそれが不満な女子達は、もう一度勃起させようとお色気満載のエロ見せつけで2度目の勃起させ合戦に! そしてあえなく勃起…。パンパンに勃起したデカチンを見て興奮してしまった女子たちと…。（12月24日、Hunter）
- M戦闘員格闘拷問 鉄腕美女ダイナウーマン（12月25日、GIGA）
- レディーラバー（12月25日、GIGA）

2016年
- 性犯罪 歪んだ変態妄想（1月1日、FAプロ）
- 添い寝縄　白石みお（1月13日、赤ほたるいか/妄想族）
- 挑発するアンスコ娘。（1月13日、アロマ企画）
- 女子校生【オナニートレーナー】オナトレ 私を見ながらシコシコしなさいってコト！編（1月18日、オナトレ）
- プライド高いインテリOL屈辱のマ○コ開帳謝罪（1月22日、ケイ・エム・プロデュース）
- 絶頂角オナニー（1月25日、アロマ企画）
- 近親相姦 変態家族 2（2月1日、FAプロ）
- 若妻不倫接吻温泉 夫は知らない湯けむり密会現場（2月6日、ヒビノ）
- 危険日直撃訪問！子作り性教育 3 ～絶倫先生が教え子の家に家庭訪問して生中出しセックス実習～（2月6日、Mr.michiru）
- センズリ用 美少女がエロポーズでま○こと尻穴を惜しみ無く広げ見せつけ挑発してくる DVD part 6（2月25日、アロマ企画）
- ヘンリー塚本 乳房 やる！（3月13日、FAプロ）
- 電マ女子校生 生脚も黒タイツも全員焦らしたった編（3月21日、映天）
- こんな娘いいな！オジさん専用中出しペット　白石みお（4月1日、h.m.p）
- AV男優の家にAV女優がアポ無しで泊まりに行ったら業界の掟を破ってSEXしてしまうのか？（4月3日、パラダイステレビ）
- 彼女をとっかえひっかえのヤリチンな先輩。童貞の僕とは全く仲良くないのに、ある日突然宅飲みに誘われ断り切れずに行ってみると、案の定彼女とイチャつきだす始末...。「なんだよ、結局見せつけたいだけかよ！でもせっかく目の前でエロい事が見れるからいいか...」（4月7日、SOSORU×GARCON）
- 妻の共有化が義務付けられている地区があった...年1回4月に行われる○○町3丁目町内混浴温泉旅行大乱交（4月8日、V&R PRODUCE）
- 一般男女モニタリングAV 社員研修で箱根温泉を訪れた職場の同僚同士が仕事仲間のいる男湯で過激な密着泡洗体に挑戦! 2 部下の柔らか巨乳で全身を洗われて上司のち○ぽはたまらずギン勃ち! 仕事仲間の目の前にも関わらず公開SEXをしてしまうのか!?（4月21日、ディープス）
- 酔っぱらい！100%泥酔ヤらせなし 吐くお漏らし泣き怒る甘え昇天OL＋看護師＋アパレル店員＋レイヤー＋地下アイドル（5月1日、プラム）
- ペニバンレズ教師　蓮実クレア（5月6日、クリスタル映像）
- 綺麗なお姉さん限定！美顔射祭！（5月7日、BeFree）
- 巨乳女医限定!!派遣型中出しメンタルクリニック 2（5月13日、ケイ・エム・プロデュース）
- JK文化祭模擬店 ちら見せオナサポ喫茶 VII（5月13日、アロマ企画）
- AV会社で働く（主にAPとAD）ガチ従業員AV女優「白石みお」本名「佐藤さえこ」福利厚生肉便器社会人 Debut（5月20日、プレステージ）
- 彼氏が寝ている隙に彼女に俺のデカチン見せてみた！（5月20日、STAR PARADISE）
- ガラガラの電車で前に座っている女がワザとパンチラさせている...（5月20日、STAR PARADISE）
- JKストーカー痴漢 図書館で見つけた天使たち（5月20日、STAR PARADISE）
- レギンスが下半身に食い込んで、マン筋丸出しの女（5月25日、AFRO-FILM）
- 真面目でカワイイ新入女子社員と二人っきりの残業中「コレはもしかしたらエッチな展開になってしまうかも！」…などと期待する余裕も無いくらい仕事に追われヘトヘトの僕。ふと気がつくといつの間にか居眠りしてしまっていたみたいだ…（5月26日、SOSORU×GARCON）
- 女下忍衆 其の弐 雑魚くノ一はかなき大散華（5月27日、GIGA）
- 恥ずかしくてもカラダは素直すぎるウブ美少女（6月1日、S-Cute）
- 人気AV男優が生で教えるSEX寺子屋（2）完全版（6月5日、パラダイステレビ）
- 体育の授業をサボって、女子が着替えた後の教室に忍び込み大興奮な僕！勃起がおさまりません！だけど戻ってきた女子に見つかり一貫の終わり…と思ったら、ニヤニヤしながら服を脱ぎブルマ姿に！まさかのブルマで誘惑してきた女子に当然ソソられて…！！（6月9日、SOSORU×GARCON）
- 昼下がり限定！寝取られ中出し不倫（6月10日、V＆R PRODUCE）
- 入院中の病院で働く、何ともソソるナースさん。ある夜、何やら物音で目が覚めると、どうやら同室の隣の患者とナースさんがいちゃついている模様。ごそごそアンアンしているのを聞かされてもう限界！（6月23日、SOSORU×GARCON）
- クレームを入れたら自宅まで謝りに来た女性社員に全裸土下座させた（6月25日、AFRO-FILM）
- 近所の団地妻に勃起薬を飲まされて、いきなりしゃぶられて発射させられて、中出しで筆おろしまでされてしまった僕。2（7月8日、LEO）
- 人気AV男優が生で教えるSEX寺子屋（4） 完全版（7月10日、パラダイステレビ）
- 「えっ生でするの?」「だって私、生が好きなんだもん」 突然出来た妹は普段から超セクシーな格好をして超無防備でパンチラ&胸チラしまくり!何故ならヤリマン女子校に通っているドスケベちゃんだからそんなの気にしないんです!!でもこちとら気にしまくりで毎日勃起しまくり!あまりにもスケベな格好して昼寝しているから我慢できなくなって触っていたらバレてしまい…ヤバイと思ったら興奮していたみたいで怒られるどころかエッチの催促!しかもSEXしていたら「ゴム着けているとやっぱり気持ち良くない!」と言ってファック中断!そしてボクのおチ○コからゴムを外しまさかの生挿入!最後はダメ押しのカニバサミでイキそうなボクをロックし中出し強制! 2（7月19日、Hunter）
- 痴●整体師 若い女を手篭めにする卑猥なる手技（8月20日、STAR PARADISE）
- 素●ウブっ娘ヘア丸出し生放送（4）完全版！みんなの大好きな陰毛はこれだ（9月4日、パラダイステレビ）
- やり狂う！おっとり系Fカップ巨乳お嬢様。ゆるかわ系Fカップ巨乳お嬢様。色白のナイスバディな二人の巨乳が激しい騎乗位に乱れ舞いイキまくる。（12月7日、やり狂う！スケベなセフレ達DX/妄想族）
- 彼氏が横にいるのに寝取られパコパコ180分（12月20日、STAR PARADISE）

#### かなで自由 名義
2016年
- 撮影予定の素人さんが来なかったから急遽引退した女優さんを呼んでなし崩しで撮影しちゃった話（7月8日、クリスタル映像/テクノブレイク）
- 「なんで!? 今日は股間がアツイ！」プライベートヨガレッスンでパンツに媚薬を塗られ腰をヒクつかせながら感じてしまう若妻（8月18日、アキノリ）
- 卓球ダブルス巨乳ペアがプロ契約を結ぶためにメーカー社長に強制枕営業（8月19日、クリスタル映像/GESU）
- ヤリ部屋に連れ込まれた天使みゆ 陰湿な色情責めに晒されたGカップJKは、体中を白く汚され、絶頂を教え込まれ、欲望に奉仕するM人形と化していく...。 かなで自由（8月25日、オーロラプロジェクト・アネックス）
- 必ずヌケる！ナマナマしい男女SEX ド迫力映像（9月1日、FAプロ）※「AV OPEN 2016」ドラマ・ドキュメンタリー部門 エントリー作品
- 朝ゴミ出しする近所のノーブラ奥さんとやっちゃった俺 7（9月8日、アキノリ）
- 焦らして焦らして契約をとる寸止め性保レディ 5（9月9日、ケイ・エム・プロデュース/BAZOOKA）
- この娘、犯してやる...。 かなで自由（9月13日、オーロラプロジェクト・アネックス）
- 羞恥 男女が体の違いを全裸になって学習する質の高い授業を実践する共学○校の保健体育（9月22日、サディスティックヴィレッジ）
- 最強属性 02（9月30日、プレステージ）
- 隣の部屋にいる姉と女友達2人は弟の僕と友人にSEXさせてくれるか？ Vol.01（10月1日、グレイズ）
- 一般公募で集まったM男達 初めてアナルを犯される男（10月5日、フリーダム）
- ノーブラニットOL（10月20日、アキノリ）
- 撮影現場のメイク室でマジ口説き!密室空間で火照り出したモデルとSEXすることはできるのか?（10月20日、アキノリ）
- M覚醒 2（10月25日、セレブの友）
- 一般公募で集まったM男達が、生まれて初めてセンズリ観察された日（11月5日、フリーダム）
- 【G1】神獣戦隊ビーストレンジャー 狙われたビーストイエロー（11月11日、宇宙企画）
- 男に弄ばれ変態プレイに目覚めてしまった女子校生 みゆ（11月11日、GIGA）
- 下着の天使ランジェリーナGreat Vol.02（11月11日、GIGA）
- 軽蔑していた近所のDQN達に妻が寝取られ中出しされまくっていた（11月19日、ミセスの素顔/エマニエル）
- チ○ポサックピストン痴漢 理性を失うほどマ○コをかき乱され腰を振りまくる膣内絶頂女（11月23日、ナチュラルハイ）
- 有名AV女優 かなで自由 ガチ自宅潜入調査（11月25日、＆RiBbON）
- MASOTRONIX 05（11月25日、MAD）
- 「ねぇ？あたしと一緒にチャットでいっぱ～いHなことしよ◆」制服美少女！ピチャピチャ潮吹きLIVEチャットオナニー4時間DX vol.10（12月1日、グレイズ）
- チ○ポ欲しさに昼職抜け出してザーメンもヨダレもマン汁も飲み干しに来たGカップ花屋店員（12月2日、ドリームチケット）
- 理想の身体を求めてスポーツジムに通う女性たちがトレーナーの餌食になるっ!!（12月2日、LEO）
- 一般公募で集まったM男達が、生まれて初めて金蹴りされた日（12月5日、フリーダム）
- 図書館で働く真面目な女性…と思ったら、エプロンの隙間から見える超ミニスカートからのパンチラが僕をソソる誘惑!!僕の視線に気付いたのか、やたらとパンチラを見せつけてくるのでもう辛抱たまりません!! 2（12月8日、SOSORU×GARCON）
- 型にハマらないハメ方のススメ（12月9日、バルタン）
- 変態でマゾな私の願望を叶えてください。（12月13日、オルガ）
- 超早漏!女の子にしてもらうオナホ手コキ 〜締まりも温かさも膣穴越え。そして決してハラまないナマでの中出し〜（12月16日、SEX Agent）
- 完全主観で超ガン見されながらのセルフイラマチオ 2 ～じっと目を合わせたまま喉奥まで喰らうチ○ポ狂い～（12月16日、SEX Agent/妄想族）
- 貴女のフェラチオの真髄を教えてください。十人十色のフェラ女神たち（12月22日、アキノリ）
- 爆発戦隊マイトレンジャー マイトピンク変身後凌●編 /花村レン変身前凌●編/マイトピンク討伐編/マイトピンクドミネーション編（12月23日、GIGA）
- 久々に実家帰ったら民泊施設になってた 宿泊客の母娘3人に中出し（12月25日、かぐや姫）

2017年
- 7日間ずっと誘惑し続ける濡れ透け痴女（1月7日、Fitch）
- 童貞の僕は巨乳家庭教師にもてあそばれて、何度も射精させられた。（1月5日、フリーダム）
- 彼氏と電話している彼女をNTR 声を押し殺して何事もないように装う女に大興奮!まさか自分の彼女が電話の向こうで男のチンチンをシゴいているとは…（1月6日、アキノリ）
- 馬乗りビキニギャルの極小三角地帯に僕の勃起チ○ポが擦られる!閑散とした室内プールの女子更衣室に、趣味の盗○カメラをしかけて美女の着替えを楽しむのが僕の唯一の趣味。ある日カメラを回収しようとしたら、彼氏と喧嘩してもう戻ってきたギャルに見つかってしまい、彼女の彼氏に対する怒りは俺に!!エキサイトした彼女にビキニで馬乗りになられて、ヤバイ…こんな時に立ったら…しかし思わず勃起!それに気づいたギャルは何かを思いつきニヤリ!彼女はビキニを勃起チ○ポに擦りつけ彼氏への当てつけにビキニの隙間から濡れ濡れマ○コに咥え込んじゃうソソるエロビキニギャルだった!（1月6日、SOSORU×GARCON）
- イケメンの友達がほろ酔いの女子を僕の部屋に連れて来た！女に無縁の僕にはそれだけで大興奮なのに超過激でHな王様ゲームが始まっちゃって…女子校生編2（1月7日、Hunter）
- 質問；女子校生ですがおじさんに遊ばれて困ってます。～変態オヤジと優等生JKの調教記録ビデオ～（1月13日、EROTICA）
- 夫婦二人っきりの家にやってきたデカ乳営業レディがコッソリ夫を挑発!豊満過ぎるオッパイに我慢できず妻に隠れて浮気SEX!契約欲しさに仕掛けた枕営業のつもりが気持ち良過ぎて何度も悶絶イキ!（1月13日、V&R PRODUCE）
- ぶぱぐぼぉっぷばぐっぼぉんっぶじゅるんっフェラ音4～下品すぎるバキューム音、はしたないヨダレ～（1月20日、SEX Agent/妄想族）
- 純情恋日記 おおきな胸のふくらみ（1月23日、INTEC Inc）※イメージビデオ
- 母と姉と彼女NTR 僕を溺愛していた家族が友達に寝取られ中出しされた（1月25日、AFRO-FILM）
- 美脚×ハイレグ×ストッキング眼鏡（1月27日、BAZOOKA）
- DQNJK 溜まり場に突然呼びつけられてオモチャにされた僕。（2月1日、MOODYZ）
- 嫁の軽い冗談でその気になった義弟はまさかの絶倫チ○ポ!容赦なくマ○コを突き続けられ裏切りの大絶頂!?（2月2日、アキノリ）
- 「玄関開けたらバスタオル姿の専業主婦が仕掛ける（視線／モロ見せ／密着）欲情サインを見逃すな！」VOL.1（2月2日、DANDY）
- Face to Face 7th season（2月2日、SILK LABO）
- 月刊 隆行通信 X No.19（2月8日、スタジオ デュオ）※イメージビデオ
- 在宅介護にやってきた優しいホームヘルパーのデカ尻に思わずフル勃起!尻コキだけのつもりがヌルッと生挿入!興奮し過ぎて思わず元気になった利用者の溜まりきった精子搾り出すまで励ましながら何度も中出し!（2月10日、V&R PRODUCE）
- いいなり巨乳義母（2月13日、セレブの友）
- HIDE OUT（2月19日、ドグマ）
- 1vs1 ノーカット1本勝負SEX 4本番 VOL.001（2月24日、ケイ・エム・プロデュース/BAZOOKA）
- 親友の嫁に誘惑されて…（3月2日、グローリークエスト）
- お仕事中のお姉さんは職場で制服のままM男の乳首をイジるのがお好き◆ VOL.04（3月3日、ドリームチケット）
- 絶望エロス テントでファック（3月13日、絶望エロス/妄想族）
- 【JKまとめ】いいなり女子校生とパコパコ中出し激レア動画4時間（3月13日、EROTICA）
- 近親相姦で躾けられた私（3月14日、セレブの友）
- 咥えて3分以内に発射3～早漏ではない、生き急ぐ俺を誰も止められないだけ～（3月17日、SEX Agent/妄想族）
- お姉さんのパンツの染み（3月20日、レイディックス）
- 図書館で声も出せず糸引くほど愛液が溢れ出す敏感娘 20（4月6日、ナチュラルハイ）
- ウツ勃起!うちの巨乳妻を寝取ってください… NTR混浴温泉編（4月6日、ROCKET）
- 【美巨乳まとめ】～神乳JK狩り～残念！マジでSEXハイ堕ち★神ルックス女子校生 8人4時間（4月13日、ROTICA）
- 泥酔状態で潮が出なくなるまで何度もイカされ続け意識朦朧で腰を浮かせて求めまくる下半身発情女（4月20日、ナチュラルハイ）
- 強力しびれ薬を手に入れた!ビリビリワンダーランド修学旅行編 ～もがく!苦しむ!痙攣する!意識を保ったままイジメっ子たちを復讐レイプ!!～（4月20日、ROCKET）
- たまり場になっている僕の家…。近所の人妻がうるさいと怒鳴り込んで来たので無理やり大人のおもちゃでイカせ続けたら自分から肉棒を求める変態女になっちゃってウケる（´▽｀*）アハハ Vol.3（4月20日、F&A）
- 弟の嫁（4月19日、KSB企画/エマニエル）
- うわっ…お姉さんのお口臭い 食事後の口臭に興奮してしまう男たち（4月20日、レイディックス）
- うまなみの兄にめろめろにされた弟嫁（4月27日、タカラ映像/第一放送）
- MMJK 彼氏がほしくて毎日悶々としてる女子高生は頭の中がエッチな妄想でいっぱい（4月28日、ケイ・エム・プロデュース/REAL）
- 達磨アクメ DEVIL STORY 生け贄の絶頂肉人形 Part-1 哀愁の清純女教師、祐未の場合（5月1日、Baby Entertainment）
- 人妻調教日誌 ～プライドの高い女を最低なマゾ奴隷に仕上げるまで～（5月12日、オルガ）
- アンドリボン 1周年 MEMORIAL SPECIAL BOX BEST10 8時間（5月12日、＆RiBbON）
- 「『お隣さんのセックスが丸見えなんですって？』童貞の僕の部屋に覗きにくるママ友たちの無防備パンチラを見て勃起したらヤられた」 VOL.1（5月18日、DANDY）
- 美大生の巨乳娘（6月1日、プラネットプラス）
- セクシー女優の赤裸々女子会 プライベートからセクシー業界まで、彼女達のありのままの思いを全て話しますSpecial! 2（6月1日、アキノリ）
- 時間停止おっぱいモミモミ学園 強制解除で絶叫パニック中出しレ×プ（6月1日、OPPAI）
- 禁断!!チラ見せとおっぱい押しつけで僕を誘惑する色白ボインの嫁の妹（6月9日、オルガ）
- 小悪魔!ヤリマン!ムッツリ!アブないパイパン3姉妹 発情ワレメで痴女られ射精しまくった僕…（6月13日、MOODYZ）
- 巨乳限定女性上位交尾～遮るものは何も無い。揺れ弾むおっぱい女体が最も輝く体位～（6月16日、SEX Agent/妄想族）
- 初アナル解禁SEX 2（6月25日、セレブの友）
- 水泳部NTR夏合宿 DQN軍団に合宿先を乗っ取られ目の前で教え子をレ○プされ続けた…。（7月1日、MOODYZ）
- ノンストップ陵辱 6（7月13日、セレブの友）
- 巨乳エロ痴女に拘束されて【アナルフィスト・フットファック・ファッキングマシーン】～はじめてのペニバン男犯～（7月14日、M男パラダイス）
- 旦那が近所の奥さん達に寝取られ、私も近所の旦那に寝取られた一泊二日の温泉旅行（7月20日、アキノリ）
- ボインが急成長した親戚のお姉ちゃん達とお風呂に入ったら、隠しきれないくらい勃起した僕のチ○ポ!最初は面白がって触ってるだけだったけど二人っきりになった途端Hモード全開で僕のチ○ポを挿入してきた（7月20日、SWITCH）
- 女の足下でボロボロになるまで快楽主義の男（7月25日、MEGAMI）
- うちの娘、家ではブラジャーを着けないので、父としてはちょっと困ってます…DX / かなで自由、七海ゆあ、南梨央奈（8月8日、思春期.com）
- 怪傑ミラクルレッドフード 決戦！！恐怖の変態軍団（8月11日、GIGA）
- 寝ている夫の隣で寝取られスリルを楽しむ不埒な奥さん7人（8月11日、なでしこ）
- 感じすぎていっぱいおもらしごめんなさい… 7（8月13日、セレブの友）
- 変態病棟肛門科 Ⅳ（8月17日、グローリークエスト）
- 突然押しかけてきた嫁の姉さんに抜かれっぱなしの1泊2日（9月1日、VENUS）
- 女に無理やり全裸土下座させた話。最初は嫌がってたけど「どう責任取るの？」としつこくクレーム入れてたら、ついに折れて裸になりハメて中出し。9人（9月7日、かぐや姫Pt/妄想族）
- 旦那からの着信は不倫セックス中！！不倫相手に促され電話に出た人妻は、必死に喘ぎ声を押し殺してはいたが、行為がエスカレートし興奮度はMAXに！絶対にバレてる！？4（9月8日、ケイ・エム・プロデュース）
- あの時の私たちは…（9月12日、思春期.com）
- ノンストップレズビアン 年の差25歳!（9月13日、セレブの友）
- M男にささやき淫語W痴女（10月6日、OFFICE K'S）
- 女子校生のち●ぽ洗いアルバイト（10月6日、OFFICE K’S）
- お母さん・奥さん・姉・彼女 誰でも寝取る！友達の大事な家族に片っ端から手を出す非道少年 9人全員中出し（10月7日、かぐや姫Pt/妄想族）
- 淫語中出しソープ 61（10月13日、AVS Collector's）
- 義母×嫁 歪んだ近親相姦3P（10月13日、セレブの友）
- お姉ちゃんの彼氏を寝取っちゃうふしだらな妹!彼氏のヤグられ現場に遭遇しちゃった姉と妹でチ○ポの奪い合い!射精しても姉妹マ○コ全てに中出しするまで終わらないノンストップSEX!（10月20日、OFFICE K'S）
- SEXを妄想しながらバイノーラル淫語オナニー（10月20日、OFFICE K’S）
- 女子校生のお尻大好き 尻コキ×尻SEX（10月20日、OFFICE K’S）
- 巨乳アナル温泉（10月25日、セレブの友）
- 結婚式痴漢 〜夫の前でリモバイ操作され寝取られた新妻たち〜（11月2日、ナチュラルハイ）
- 極上射精ができるアナル舐め高級性感エステ 2（11月13日、セレブの友）
- 恥辱の生尻肛門調教 かなで自由 肛衆便所にされたオフィスレディ（11月13日、Fitch）
- 義母と従姉妹6人の大人ボインが目の前に!「お風呂一緒に入ろう（ハート）」 僕を子供扱いして平気でデカパイ見せつけられ、チ○ポは隠せないくらいの勃起状態。洗うふりして僕のチ○ポ握りしめてはなさない性欲全開の親戚のお姉さん達に一晩中もてあそばれ僕も大人になれました。（11月21日、SWITCH）
- 絶対にバレてはいけない声ガマンガチ本番4SEX（12月13日、セレブの友）
- 人妻温泉不倫旅行（12月15日、クリスタル映像/MADAM MANIAC）
- 接吻レズビアン 禁断の女友達・舐めて愛して貪って（12月21日、ヒビノ）

2018年
- チ●ポ欲しさに昼職抜け出してザーメンもヨダレもマン汁も飲み干しに来た爆乳お姉さん（1月5日、ドリームチケット）
- 股間を擦られ悶絶する巨乳メイド 年下の女の子に辱められる年上のお姉さん2（1月7日、シネマジック）
- 【NTR母子姦】個人的なお話ですが、どうやら妻と息子がヤっているらしい… 俺が寝ついて5分後から起床する5分前までえげつないセックスをする妻と息子（1月13日、EROTICA）
- ブラコンお姉さんとドSな弟との変態中出し性活（1月25日、マックス・エー）
- 緊縛ちゃん 本当のワタシを見てください（2月2日、ワープエンタテインメント）
- 美術学校の課題はペ○スのデッサン！？モデルを頼まれた父がまさかのフル勃起！暴走する父はコンドームを外し娘に中出し！？（2月9日、ケイ・エム・プロデュース）
- 義理の兄に寝取られた人妻たち5人（2月23日、なでしこ）
- かなで自由 まるごと完全収録1153分BEST（2月25日、セレブの友）※単体ベスト
- 隣の部屋にいる姉と女友達2人は弟の僕と友人にSEXさせてくれるか？総集編4時間（3月1日、グレイズ）
- 妻と、僕の知らない男たち（3月9日、新世紀文藝社）
- 【NTR母子姦】個人的なお話ですが、どうやら妻と息子がヤっているらしい…俺が寝ついて5分後から起床する5分前まで…（4月13日、EROTICA）
- アナルフィスト＆フットファック～男が脳イキするドライオーガズム・エクスタシー～（4月19日、M男パラダイス）
- ノンストップ凌●ベスト（4月25日、セレブの友）
- 夜勤中に居眠りしている看護師を夜這いしちゃった俺 6（4月26日、アキノリ）
- 淫語中出しソープ Best Collection 10（5月13日、AVS collector’s）
- ロリ顔団地妻 童顔とスケベのギャップに興奮する!（6月14日、ながえSTYLE）
- 淫乱痴女傑作選 チ○ポ狂いドスケベ女BEST section 2（6月22日、レアルワークス）
- ピンクナース接近中◆入院中の僕に発情した看護師がエッチなキバを剥く！（7月12日、アキノリ）
- 妻の友人が我が家で喰い込み仮装パーティーを始めました！！（7月26日、F＆A）
- 再婚相手の連れ子は美少女姉妹!!（6月15日、プレステージ）
- M覚醒ベスト（6月25日、セレブの友）
- 完全着衣の美学 胸・尻が密着するマキシワンピに発情しちゃった俺 2（8月1日、アキノリ）
- 痴女のエロいベロ接吻手コキ（8月7日、MEGAMI）
- 緊縛10 かなで自由 × 蓬莱かすみ（8月17日、S&Mスナイパー）
- ノックせずにドアを開けると目の前に無防備な姿の女が…二人きりの密室で勃起したチ○ポに発情した女がねっとりフェラ対応してくれた（8月23日、アキノリ）
- 10人のエロい痴女が腰をくねらせぺ二バン男犯（8月25日、M男パラダイス）
- 湯けむり天獄～縄情の宿～参（9月7日、ヴァンアソシエイツ）
- 美人巨乳教官が指導してくれる褒めて褒めて褒めちぎるSEX教習所（9月14日、ケイ・エム・プロデュース/BAZOOKA）
- 中出し人妻不倫旅行（9月15日、ビッグモーカル）
- 「あんたどうせ短小チ●ポで、しかも早漏ですぐイっちゃうんでしょ？www」とオトコを馬鹿にしていた上から目線のオンナがまさかの立場逆転！！馬鹿にしたオトコが想定以上の遅漏チ●ポ！！全然イカずに逆にイカされまくる高飛車オンナ！！（10月12日、ケイ・エム・プロデュース）
- 肛門科BEST vol.1（10月18日、グローリークエスト）
- 親友の嫁に誘惑されて… 4時間BEST（11月1日、グローリークエスト）
- 恥辱の生尻肛門調教 BEST8時間（11月1日、Fitch）
- ミセスの素顔ベストコレクション3 人妻8人の中出しNTRドラマ8時間（11月19日、ミセスの素顔/エマニエル）
- くっさ～いパンツの染みコレクション 自分のアソコの匂いで興奮しちゃった8人のお姉さん（11月20日、レイディックス）
- セクシーコスチューム濡れ透けコレクションIII（11月25日、AVS collector’s）
- ママ友6人と温泉旅行！混浴露天は大人ボインだらけで男は僕ひとり！「ママには内緒だよ」若くて勃起が止まらない僕のびんびんチ○ポを洗うふりして握りしめこっそりマ○コに迎え入れてしまう食いしん坊奥様達万歳！（12月6日、SWITCH）
- 勤務中に我慢し切れず弾丸放尿しちゃった女2（12月6日、アキノリ）
- 人妻アナル奴隷化計画 ～狙われた名門私立シリーホール学園の女教師たち編～（12月7日、マドンナ）
- 焦らして焦らして契約をとる寸止め性保レディ コンプリートベスト8時間 永久保存版（12月14日、BAZOOKA）
- 温泉旅館にて、寝てる旦那のすぐ横でスゴテクの悶絶オイルマッサージ。声が出せない状況でガマンできずに中出しセックスする寝取られ巨乳妻！03（12月15日、ビッグモーカル）
- 【NTR願望】俺の嫁を抱いてくれ（12月20日、アキノリ）
- 母性溢れるムチムチGカップ美巨尻奥さん 日常生活で溜まっていたドM願望ブチまけガッツリ他人チ●ポアクメ!（12月22日、シャーク）

2019年
- 就活学生アナル圧迫触診二穴輪姦試験でイキ悶える変態S字結腸覚醒セミナー 被験者番号:007みゆ（1月7日、山と空）
- セックスカタログ 四十八手。 ～情事に溺れた女と男の卑猥映像～（1月25日、ながえスタイル）
- 裸のシェアハウス（2月1日、プラネットプラス）※「AV OPEN 2018」マニア・フェチ部門 エントリー作品
- あまりのデカマラに目を奪われて… 巨根で貫かれる中出し黒人温泉 ～婚約者の隣で痙攣堕ちする巨乳美女・みゆ～（2月1日、Fitch）
- 緊縛奴●ちゃん（2月1日、ワープエンタテインメント）
- ガチ中年LOVEな素人Gカップ女子を自宅に連れ込んで連続濃厚アクメ!!（2月23日、オイスター海運）
- 欲求不満などすけべ人妻12人に生ハメ中出しできるかな？！4時間（2月25日、マックスエー）
- 民泊の宿泊客に中出し（3月8日、ハイライト）
- 女たちの中にチ○ポは1本！愛液まみれの絶頂ハーレム性交8時間（3月13日、ムーディーズ）
- 円城ひとみ まるごと完全収録1046分BEST（3月13日、セレブの友）
- 大姉姦（3月21日、グローリークエスト）
- 弟の嫁が色っぽいので思わず寝取って中出し（3月22日、なでしこ）
- 「緊縛飼育～危険な毒花～1」 C/W「縄縛幻想」（4月1日、ヴァンアソシエイツ）
- 2人の痴女にスケベ淫語をささやかれてイカされちゃったM男たち 4時間（4月1日、OFFICE K’S）
- 貴方に見せつける誘惑バイノーラル淫語オナニー 5時間（4月1日、OFFICE K’S）
- 時間停止おっぱいモミモミ学園 強●解除で絶叫パニック中出しレ×プBEST8時間（4月19日、OPPAI）
- 憑依かくれんぼ 憑依してるのはだーれだ（5月9日、SODクリエイト）
- 義母×嫁 歪んだ近親相姦3P・巨乳アナル温泉・絶対にバレてはいけない声ガマンガチ本番4SEX（5月10日、セレブの友）
- バブみ全開！！大人を預かってくれる巨乳無認可保育園 2（5月17日、BAZOOKA）
- 生意気だから屈服させてやりたい 強引に濡らされた人妻2 ～感じてしまってあなたごめんね～（6月25日、ながえスタイル）
- 誘惑アスリート 巨乳デカ尻ブルマー（6月25日、デジタルアーク）
- 制服巨乳女子10人20パイ4時間スペシャル（6月28日、宇宙企画）
- 湯けむり天獄～縄情の宿～蝋燭 編（7月1日、ヴァンアソシエイツ）
- 中出し人妻不倫旅行 淫姦旅情 4時間（7月27日、ビッグモーカル）
- お嬢様学校 お仕置き倶楽部レズビアン（8月7日、ビビアン）
- M覚醒1・2・3（8月20日、セレブの友）
- 雌蕊結び（10月1日、S&Mスナイパー）
- みゆ女王様の調教部屋（10月11日、ケイ・エム・プロデュース）
- 「一緒に入ろ？」イチャラブしっぱなし！ 義理の姉との背徳温泉旅行！（10月26日、ビッグモーカル）
- Deep Desire IV（11月7日、SILK LABO）
- 本当にあったエッチなお話 6（11月8日、なでしこ）
- 顔面崩壊コレクター 秀麗女優オールスター顔責めコレクション（12月1日、大洋図書）
- 「あんたの奥さんムカつくんだよね」町内会の痴女妻たちが何度も強制中出しさせる逆NTR輪姦（12月12日、DANDY）
- 寝取られ巨乳妻 11人4時間（12月28日、ビッグモーカル）

2020年
- Show Me Your Smile（1月20日、INTEC Inc）※イメージビデオ
- 夫の寝取られ願望を叶える理想の嫁（2月1日、プラネットプラス）
- ROCKET12周年記念ユーザーリクエスト祭り　TSFなりすましガール（2月6日、ROCKET）
- 夢のバレンタイン・チョコメッシーSP WAMチョコレート工場（2月6日、ROCKET）※配信専用作品
- TSFなりすましガール（2月6日、ROCKET）
- なまいき妻の屈服セックス ～強がってもこらえるあんたが美しい～（2月13日、ながえスタイル）
- 杭打ちピストン騎乗位 絶頂を繰り返すPtoMセックス（2月14日、BAZOOKA）
- まるっと!かなで自由（3月1日、プラネットプラス）※単体ベスト
- 夫の借金の為に肉体返済を迫られた美尻妻（3月19日、KSB企画/エマニエル）
- 発育良好！感度も抜群！育ち盛りの巨乳女子●生 4時間BEST（3月27日、宇宙企画）
- 濡れてテカってピッタリ密着 神競泳水着 かなで自由 ロリ可愛い女子の競泳水着姿をじっとりと堪能！着替え盗撮から始まり貧乳から巨乳にパイパン、ハミ毛、ジョリワキ等のフェチ接写やローションソーププレイや競泳水着ぶっかけに生中出し等を完全着衣で楽しむAV（4月9日、親父の個撮）
- 深夜1時静まり返ったオフィス 若い男女二人っきりの残業オフィスSEX（4月10日、ヒメゴト）
- 女教師レズビアン雌奴● ～悪魔のような美少女の微笑みマゾ調教～（4月11日、ビビアン）
- 串刺し拷問（4月19日、ドグマ）
- 朝、ママ友たちが密かに計画する乱交パーティー（5月15日、ヒメゴト）
- 希少価値★★★ 激レアなシチュエーション50コーナー4時間（5月29日、BAZOOKA）
- 緊縛調教娘 絶望の中で感じた快感と生きる意味 人間の身分を捨て隷属することを選んだ純心無垢な肉奴●（6月13日、グローバルメディアアネックス）
- 緊縛レズフィストW美巨乳（6月19日、ドグマ）
- アナル会員制高級三穴専門風俗（7月3日、h.m.p）
- 花屋で働いているG-cup美女が、仕事の合間にデニムパンツを穿いたまま失禁するわ、ハメまくって悶えるわですごいんですっ！！（7月8日、カムカムぴゅっ！）
- おしゃぶり姫（7月10日、レアルワークス）
- 揺れる！突き出る！美乳で巨乳なロケットおっぱい12人（7月10日、ケイ・エム・プロデュース）
- 巨根で貫かれる中出し黒人温泉12時間BEST ～夫や彼氏の隣で痙攣堕ちする9人の美女達～（7月13日、Fitch）
- 湯けむり天獄～縄情の宿～THE BESTvol.1 浴衣緊縛 編 其の壱（7月16日、ヴァンアソシエイツ）

ショートカットが良く似合う清楚な美少女に中出し9人（8月1日、プラネットプラス）
- 笑いのたえないおしゃべりエッチ（8月5日、SILK LABO）
- 脅され…叩かれ…イカされる女達 完全なるネコとタチで溺れるレズビアンSM4時間（8月7日、ビビアン）
- 麗しい巨乳和美人がおもてなしする超高級浴衣ヘルス 其の三（8月14日、BAZOOKA）
- 人妻NTRビデオレター拡散脅迫中出しFUCK（8月14日、レアルワークス）
- 超汗だく温泉セックス！パーフェクトボディ妻と湯船で濃厚密着絶頂イきまくり！4時間10人（8月22日、ビッグモーカル）
- 不倫妻 みゆ 昼下がりの背徳セックス（9月1日、ながえスタイル）
- 人妻奴●調教クラブ（9月4日、ワープエンタテインメント）
- マニアの生贄（9月7日、アタッカーズ）
- 緊縛肛門夫人（10月1日、タイト）
- 忘れられない夜にしよう。（10月8日、SILK LABO）
- 窓、開いてます！（10月16日、SILK LABO）
- 夫の借金が発覚！！借金取りに売られた美人妻（10月9日、なでしこ）
- 狂気拷問処刑 Episode02:悪魔の媚薬に暴かれし神秘の肉体 悲愴！逝き晒し処刑 孤高の女捜査官（10月13日、AVS collector’s）
- 5人の女王様 調教部屋 4時間（10月23日、ケイ・エム・プロデュース）
- あん時のセフレ...は友人の母親（11月12日、タカラ映像）
- 奴●色のステージ 調教の日々（12月7日、アタッカーズ）
- お嬢様学校 お仕置き倶楽部レズビアン 4時間（12月7日、ビビアン）
- 素直になれない恋人たち 4th season（12月10日、SILK LABO）
- 媚薬オイルマッサージ 痴●盗撮＆中出し素人娘VOL.26 超強力媚薬を配合したマッサージオイルを施術中に知らずに塗りこまれたオンナは、身体の火照りに驚き、チ○ポを欲しがる自分に戸惑い、垂れ出したマン汁に恥ずかしがりながらも生ハメ中出しまで欲してしまう！（12月10日、西新宿マッサージ本舗）

2021年
- あの女教師を金曜の夜から月曜の朝まで校内に監禁してアナルを飽きるまで犯し続けた。（1月7日、アタッカーズ）
- 美しいカラダ。形良し大きさ良し乳首良し！！これぞまさに神乳8時間（1月19日、ROOKIE）
- 日本美女が魅せる麗しく淫靡な誘惑 淫らに絡み合う和装性交4時間（1月29日、AZOOKA）
- 巨尻美女達が痙攣するほど悶え狂う極上アナルFUCK8時間（4月13日、Fitch）
- say anything（7月28日、SILK LABO）
- 恋のはじめかた（7月28日、SILK LABO）
- Gカップの誘惑ボディ かなで自由Best（11月15日、ピーターズMAX）

### アダルトVR
2016年
- 巨乳彼女のせいでイチャラブSEX中毒（12月9日、CASANOVA）
- 巨パイ彼女のおかげでオナニーいらず（12月22日、CASANOVA）

2017年
- 競泳水着の食い込みオナニー（1月27日、CASANOVA）
- MOODYZ VR 全員女子の水泳部に男子は僕ひとりだけ。（7月13日、ムーディーズ）

2018年
- あなただけを見つめてSEXをせがむ女子●生たち（5月10日、宇宙企画VR）
- 密室ロッカー内VR2 巨乳の水泳部員のシャワーを覗いていたら見つかってしまい…勃起を弄られていると誰か来たので【ロッカーの中】に隠れてこっそり手コキ、興奮が収まらない僕らはそのまま3P展開！！（7月20日、SODクリエイト）
- ハイレグ見せつけVR（11月28日、ケイ・エム・プロデュース）

2019年
- バレンタイン告白VR（2月7日、SODクリエイト）
- 青空CFNM 『保健の授業で全裸オナニーを見せることになった僕』（2月22日、SODクリエイト）
- 尻フェチVR ケツ丸出しの美少女3人が自慢のお尻でケツ振り誘惑！見せつけくぱぁ！リアルバッククンニ目線！（3月1日、SODクリエイト）
- イチャつきピンサロで媚薬を竿にぬったら汗だくで本番してもらえて満足の大量発射（4月22日、4K VR）
- 発射無制限！エステプレイもあるハイブリットソープランドに行ったら信じられないくらい巨乳のテクニシャンに遭遇！密着具合半端なくてマジ興奮！！当然中出しSEXするしかないでしょ！？（4月23日、4K VR）
- みゆ女王様の調教部屋（10月21日、サロメ）

2020年
- VR アナル観察 ハイクオリティ ノーモザイク 2（6月22日、ガン見隊）
- めちゃめちゃに痴女られ、腑抜けにされたいあなたのために…（7月25日、爆脳VR）
- デジタルリマスターで鮮明に蘇る！VRドチャシコ名作コレクション～（7月31日、CASANOVA）
- 女王様10人 調教BEST（8月4日、サロメ）
- コソコソナ・イ・ショダヨ！（10月5日、爆脳VR）
- VR 顔騎3 超高画質 HQ 4K60p（11月26日、ガン見隊）

### 写真集
- 原寸大おっぱい図鑑 Ecstasy（2017年11月17日、一迅社　撮影：須崎祐次）Gカップ担当[5] ISBN 978-4758015790
- みゅうみゅう日記（2020年1月28日、ジーウォーク、撮影：安田一福）ISBN 978-4862979889

## 出演

### 映画
- 変態おやじ ラブ・ミー！イッてんだぁ～（2018年7月13日、オーピー映画） - 三条あかね 役[6]

### テレビ
- 阿部乃ちゃんねる（2016年6月3日、7月1日、エンタ!959）

### WEBテレビ
- スピードワゴンの月曜The NIGHT（2017年10月17日、AbemaTV）秋の童貞大運動会SP